# حافلة المدينة

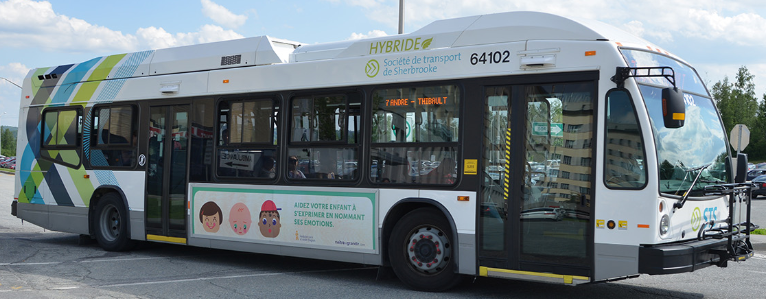
نوفا باص (LFS) في شيربروك، كيبيك، هو نموذج شائع في أمريكا الشمالية. يحتوي على حامل للدراجات فوق المصد الأمامي.

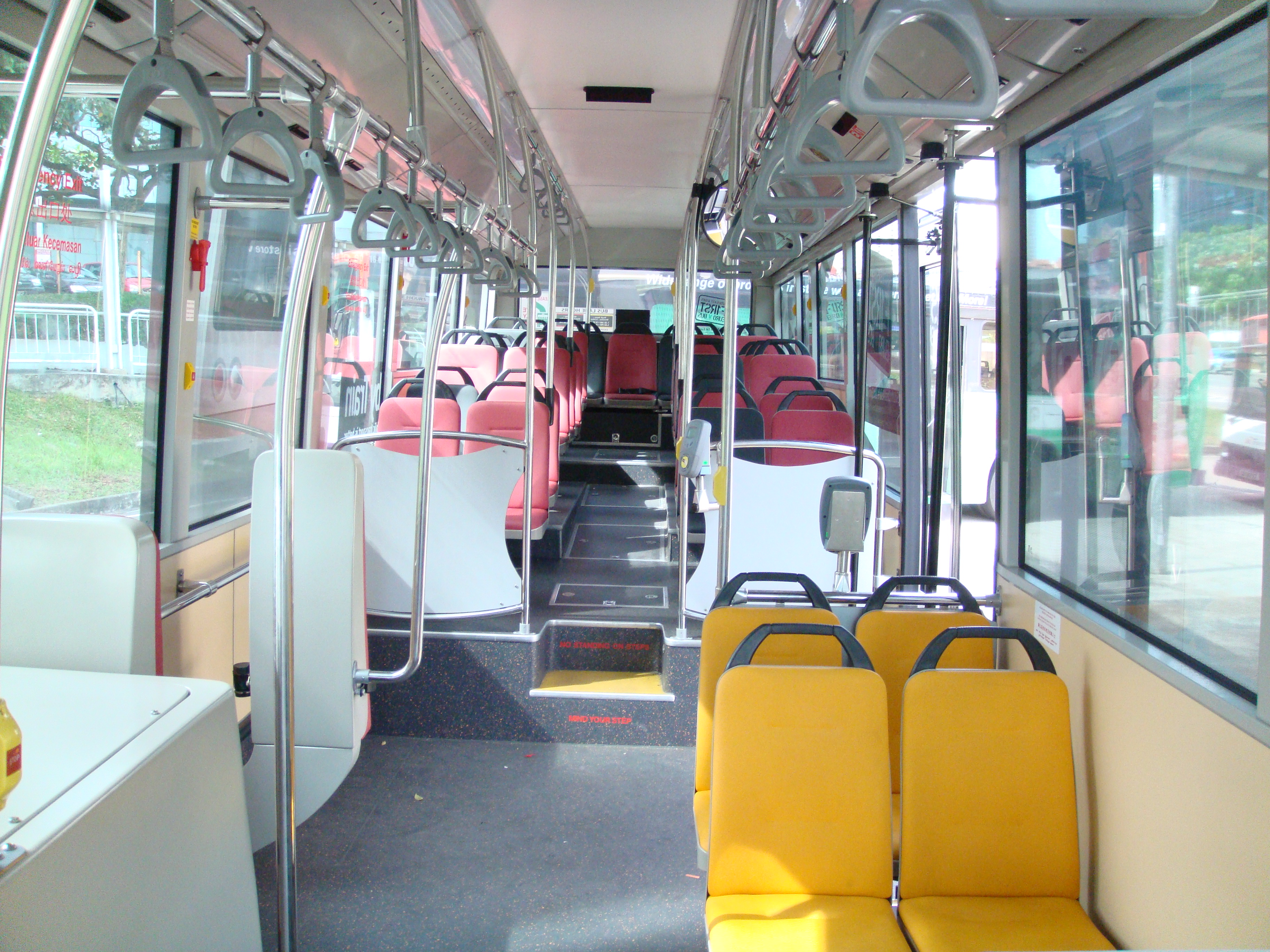
الجزء الداخلي من حافلة نقل يمكن الوصول إليها بواسطة الكراسي المتحركة، مع مقاعد دلوية وقارئات البطاقات الذكية عند الخروج.

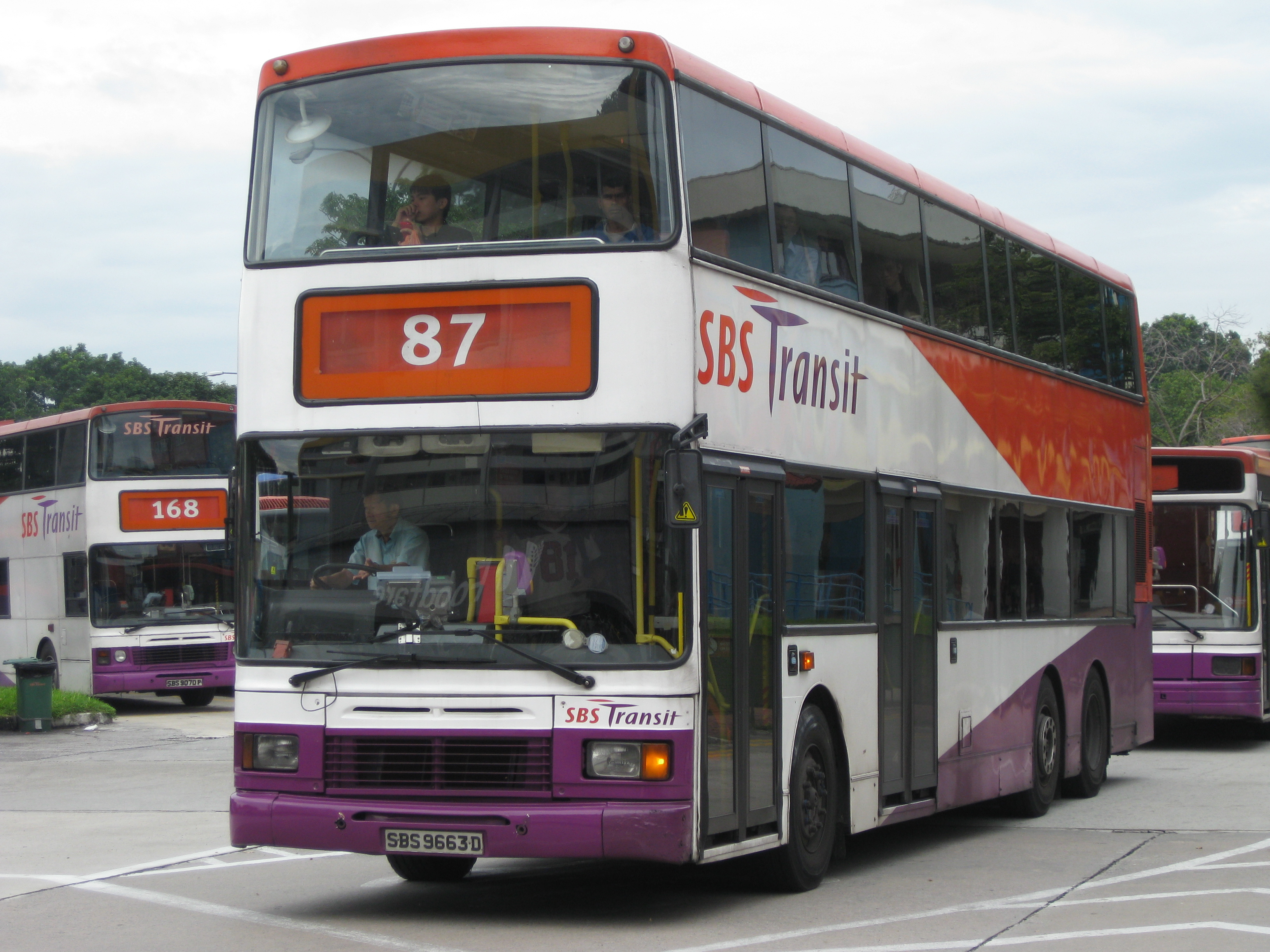
في بعض المدن، كما هو الحال في سنغافورة، يتم استخدام الحافلات ذات الطابقين، والتي تتمتع بسعة جلوس أكبر من الحافلة ذات الطابق الواحد.

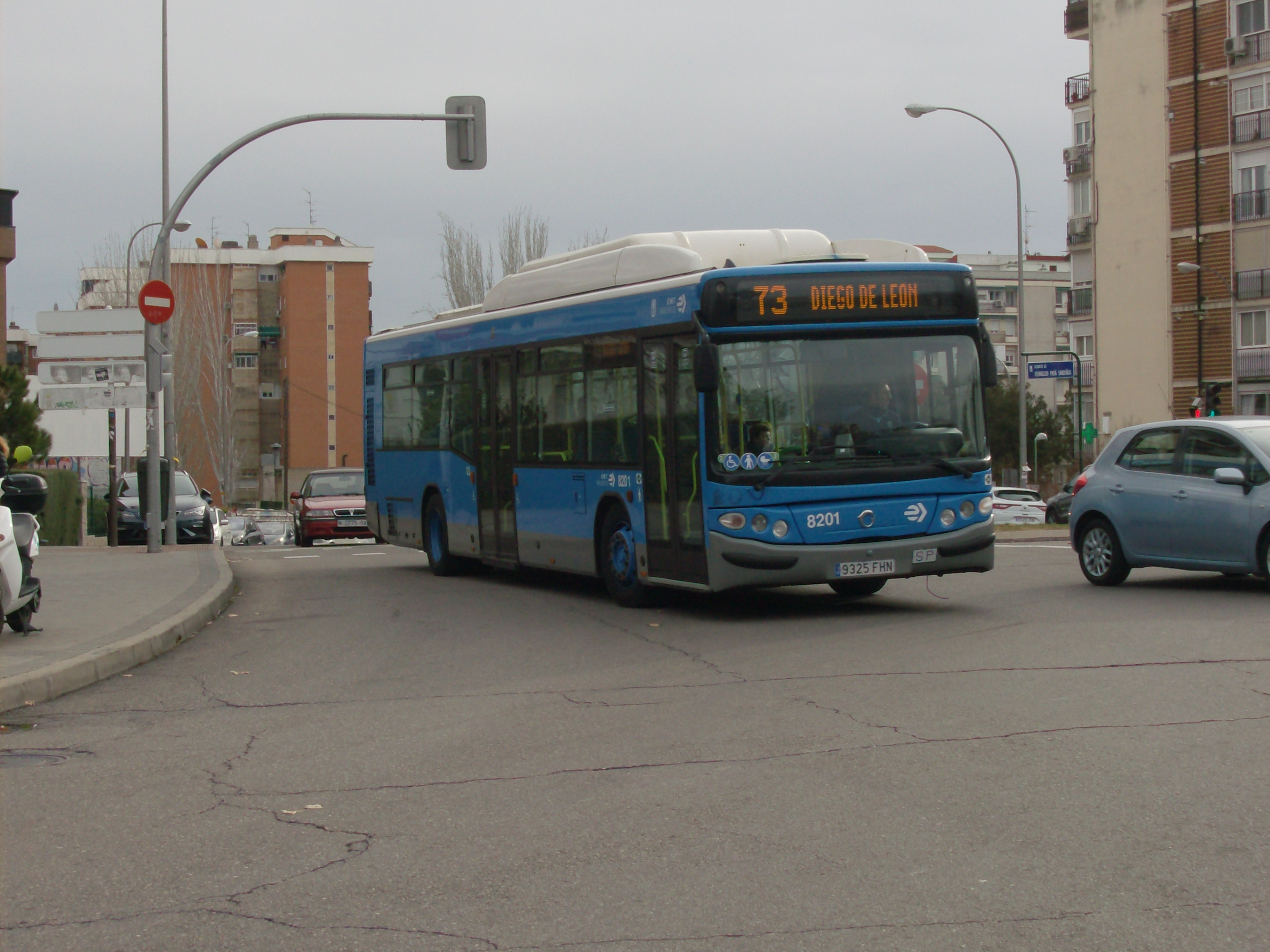
حافلة نقل نموذجية في مدريد، إسبانيا.

حافلة المدينة (بالإنجليزية: Transit bus)‏ (تُسمّى أيضًا الحافلة الكبيرة أو حافلة الركاب أو الحافلة الحضرية أو الحافلة العامة أو حافلة النقل العام) هي نوع من الحافلات المستخدمة في خدمات حافلات النقل العام. يتم استخدام العديد من الأنواع، بما في ذلك الحافلات ذات الأرضية المنخفضة والحافلات ذات الأرضية المرتفعة والحافلات ذات الطابقين والحافلات المفصلية والحافلات المتوسطة.
تختلف حافلات المدينة هذه عن حافلات السفر ذات المقاعد الكاملة المستخدمة للسفر بين المدن وعن الحافلات الصغيرة الأصغر حجمًا.

## خصائص
تقدم إدارة النقل الفيدرالية الأمريكية بعض التعريفات للمصطلحات الخاصة بالحافلة في خدمة النقل العام.
"الحافلة تعني مركبة ذات إطارات مطاطية تستخدم لتوفير خدمة النقل العام بواسطة أو لصالح متلقي المساعدة المالية من إدارة النقل الفيدرالية." تضيف إدارة النقل الفيدرالية أيضًا أن السيارات تعني أن الحافلة لا تعتمد على مصادر طاقة خارجية لحركتها؛ يوجد محركها ووقودها أو بطاريتها في الحافلة. تُعرّف خدمة النقل العام بأنها "تشغيل مركبة تقدم خدمة عامة أو خاصة للعموم على أساس منتظم ومستمر بما يتوافق مع الفصل 53 من الفصل 53 من قانون الولايات المتحدة رقم 49."
وتميز وكالة أمريكية أخرى أيضًا حافلة النقل عن تلك المستخدمة في السفر بين المدن. "الحافلة هي مركبة آلية تم تصميمها و/أو تصنيعها و/أو استخدامها لنقل الركاب، أما حافلة السفر هي حافلة مصممة بسطح مرتفع للركاب يقع فوق حجرة الأمتعة. تم تصميم الحافلة الصغيرة لنقل 16 راكبًا أو أكثر (بما في ذلك السائق) ويتم بناؤها عادةً على هيكل شاحنة صغيرة.
عمومًا، يكون طول حافلة المدينة 35 إلى 40 قدم (11 إلى 12 م)، مع مقاعد وغرفة الوقوف. عادة ما يكون هناك من 30 إلى 45 مقعدًا، اعتمادًا على الطول والتكوين الداخلي. إذا كانت هناك حاجة إلى سعة أكبر للركاب على الطريق، فإن الحافلة المفصلية الت يبلغ طولها 54 إلى 60 قدم (16 إلى 18 م)، يمكن أن تستوعب حوالي ضعف عدد المقاعد؛ ينحني الجزء الخلفي حتى تتمكن الحافلة من العمل في الشوارع والالتفاف.
تشمل ميزات حافلات المدينة ما يلي:
- أبواب كبيرة وأحيانا متعددة لسهولة الصعود والخروج
- مقاعد طويلة أو مقاعد دلو، بدون مساند للرأس
- ستائر / شاشات عرض الوجهة مثل لافتات الرأس أو لافتات اللف أو مصفوفة النقاط الإلكترونية / لافتات LED
- القدرة القانونية للركاب
- معدات أخذ / التحقق من الأجرة
- سحب الحبل أو زر طلب محطة الحافلات

يتم أيضًا تجهيز حافلات المدينة الحديثة بشكل متزايد بأنظمة معلومات المسافرين، والوسائط المتعددة، والواي فاي، ونقاط شحن USB، والترفيه/الإعلان، ووسائل راحة الركاب مثل التدفئة وتكييف الهواء (في أوائل القرن العشرين، لم تكن أي حافلة تتمتع بالتبريد بعد فتح النوافذ). في الولايات المتحدة، يتطلب قانون الأمريكيين ذوي الإعاقة مساحة للركاب الذين يستخدمون كرسيًا متحركًا، ويتطلب سهولة وصول الكرسي المتحرك إلى الحافلة. تم إنشاء أنظمة معلومات الركاب داخل الحافلة بسبب التكنولوجيا الرقمية ولتلبية متطلبات إمكانية الوصول.
يُروّج بعض أعضاء الصناعة والمعلقين لفكرة جعل الجزء الداخلي من حافلة النقل العام جذابًا مثل السيارة الخاصة، مع الاعتراف بالمنافس الرئيسي لحافلة النقل العام في العديد من الأسواق.

## العمليات
نظرًا لاستخدامها في دور النقل العام، يمكن تشغيل حافلات المدينة بواسطة سلطات النقل العامة أو شركات الحافلات البلدية، بالإضافة إلى شركات النقل الخاصة على أساس عقد عام أو على أساس مستقل تمامًا. نظرًا لاستخدام السلطة المحلية، غالبًا ما يتم تصنيع حافلات النقل وفقًا لمواصفات الطرف الثالث التي تقدمها السلطة إلى الشركة المصنعة. يمكن شراء حافلات نقل جديدة في كل مرة يتم فيها التعاقد على طريق/منطقة، كما هو الحال في نظام مناقصة حافلات لندن.
يمكن أيضًا تعريف منطقة تشغيل حافلة النقل العام على أنها منطقة حضرية جغرافية، حيث تكون الحافلات المستخدمة خارج هذه المنطقة أكثر تنوعًا مع الحافلات التي يتم شراؤها مع أخذ عوامل أخرى في الاعتبار. قد يستخدم بعض المشغلين الإقليميين، لأسباب تتعلق بالتكلفة الرأسمالية، حافلات النقل بالتبادل على الطرق الحضرية القصيرة بالإضافة إلى الطرق الريفية الأطول، والتي تصل أحيانًا إلى ساعتين أو ثلاث ساعات. في كثير من الأحيان يكون لدى مشغلي حافلات النقل مجموعة مختارة من الحافلات المجهزة "ثنائية الغرض"، وهي حافلات نقل قياسية مزودة بمقاعد من نوع الحافلة، للطرق لمسافات أطول.
في بعض الأحيان يمكن أيضًا استخدام حافلات النقل كحافلات سريعة في خدمة محدودة التوقف أو بدون توقف في أوقات الذروة، ولكن على نفس المسافة مثل المسار العادي.

### دفع الأجرة
يتم دفع الأجرة عبر:
- بطاقة ذكية

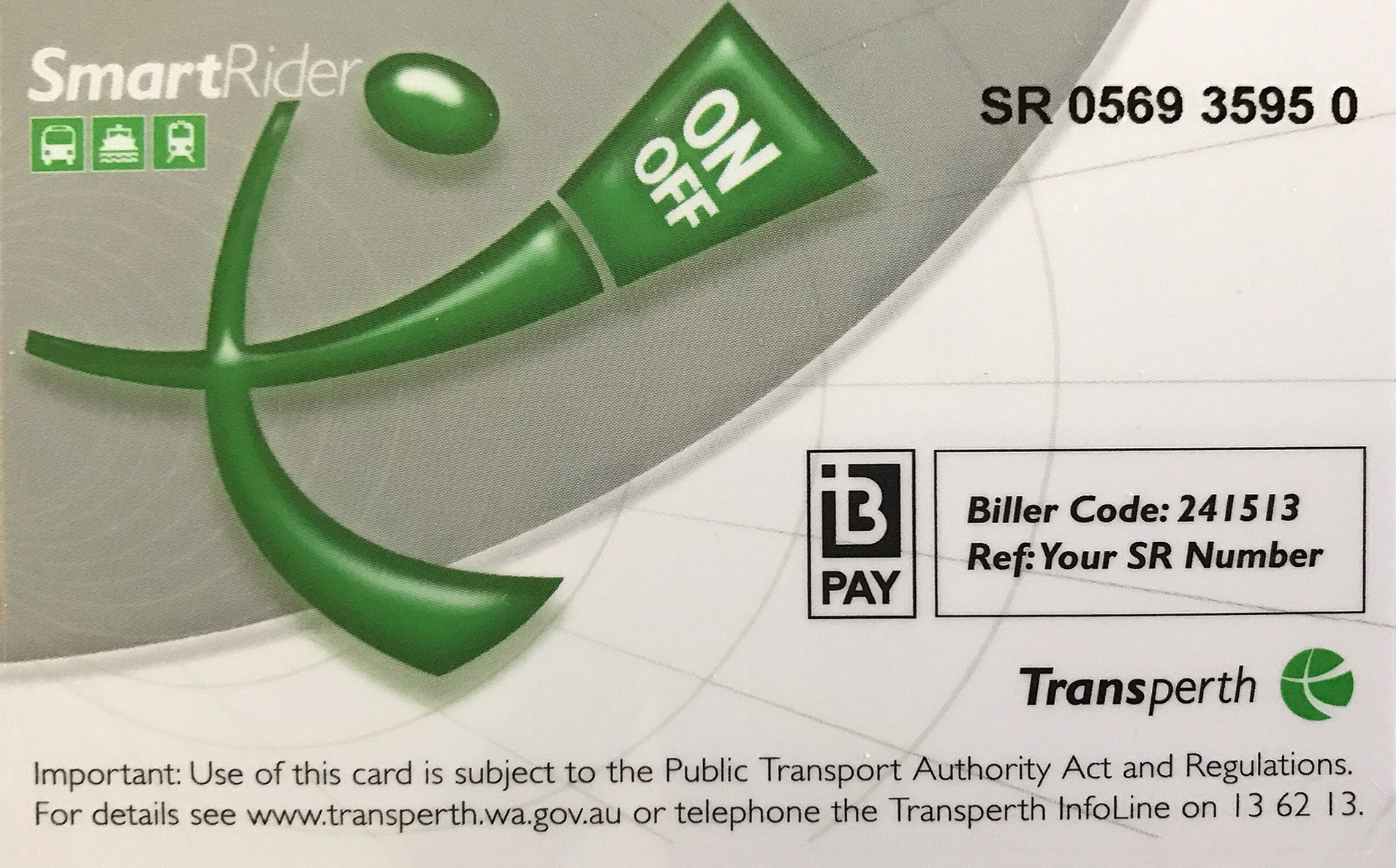

- قسيمة/تذكرة فردية أو متعددة الرحلات
- محفظة رقمية
- الأداء نقداً
- (لا شيء مطلوب: حافلة بدون أجرة)

ويتم على:
- يتم الدفع مسبقًا في ماكينات التذاكر الموجودة في محطات الحافلات أو في مواقع أخرى، قبل ركوب الحافلة.
- الصعود
- المغادرة
- كلاهما، على سبيل المثال، بعد عبور حدود منطقة الأسعار
- أثناء النقل، عبر مضيف أو موصل الحافلة (أنظمة قديمة في الغالب)

### الأبواب
اعتمادًا على أنظمة الدفع في البلديات المختلفة، هناك قواعد مختلفة تمامًا فيما يتعلق بالباب الأمامي أو الخلفي الذي يجب على الشخص استخدامه عند الصعود/الخروج.
بالنسبة للأبواب الخلفية، فإن معظم الحافلات بها أبواب تفتح عن طريق أدوات التحكم الخاصة بالسائق أو الراكب (مع خاصية الفتح باللمس أو مستشعر الحركة أو قضبان الدفع). تستخدم معظم الأبواب في الحافلات تقنية المساعدة الهوائية، حيث تستخدم الأبواب التي يتحكم فيها السائق ضغط الهواء لإجبارها على الفتح، ويمكن للأبواب التي يديرها الراكب دفعها للفتح، ومع ذلك، تكون الأبواب ثقيلة، لذا فإن شريط اللمس أو الدفع آلية، ترسل الهواء المضغوط لفتح الأبواب. تُشير معظم الأبواب إلى أنها مفتوحة ومفتوحة بالأضواء، وهذا يعطي دليلاً لأولئك الذين يصعدون أو ينزلون على درجات الباب حتى لا يتعثروا ويسقطوا.
تؤدي الأبواب غير المقفلة أو المفتوحة إلى تشغيل آلية قفل الفرامل في الحافلة لمنعها من التحرك أثناء دخول شخص ما إلى الحافلة أو الخروج منها، وعندما يتم إغلاق الباب، سيتم تحرير القفل، ويتم تنفيذ هذا في الغالب على الأبواب الخلفية، وليس على الأبواب الأمامية، نظرًا لأن السائق سوف ينتبه إلى الباب الأمامي.

## الأنواع

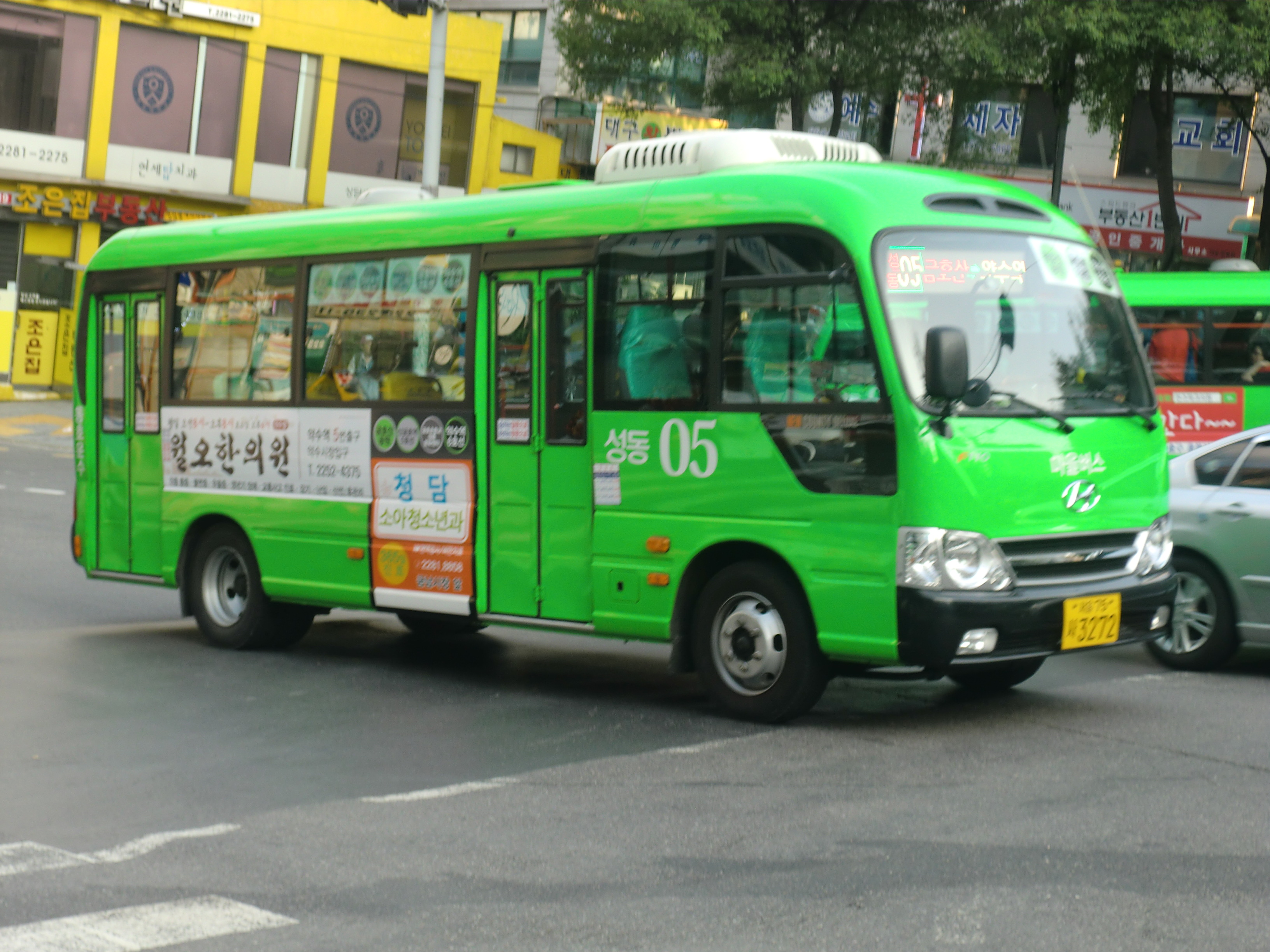
حافلة صغيرة تابعة لمقاطعة هيونداي، تستخدم كحافلة للمدينة في سيول، كوريا الجنوبية.

يمكن أن تكون حافلات المدينة ذات طابق واحد، أو ذات طابقين، أو ثابتة أو مفصلية. لقد تم تقليديًا اختيار النوع على أساس إقليمي وتشغيلي؛ ومع ذلك، مع ظهور التصنيع العالمي، يمكن رؤية كل هذه الأنواع في نفس الموقع أو البلد. اعتمادًا على السياسات المحلية، عادةً ما تحتوي حافلات النقل أيضًا على بابين أو ثلاثة أو (في حالة المفصلية) أربعة أبواب لتسهيل الصعود والنزول السريع.
في حالات الطرق منخفضة الطلب، أو للتنقل في الشوارع المحلية الصغيرة، تم أيضًا استخدام بعض نماذج الحافلات الصغيرة والحافلات المتوسطة الصغيرة كحافلات من نوع النقل.
لقد أتاح تطوير الحافلة المتوسطة أيضًا للعديد من المشغلين طريقة منخفضة التكلفة لتشغيل خدمة حافلات النقل، مع بعض الحافلات المتوسطة مثل (Plaxton SPD Super Pointer Dart) التي تشبه مركبات النقل بالحجم الكامل.

## التطورات

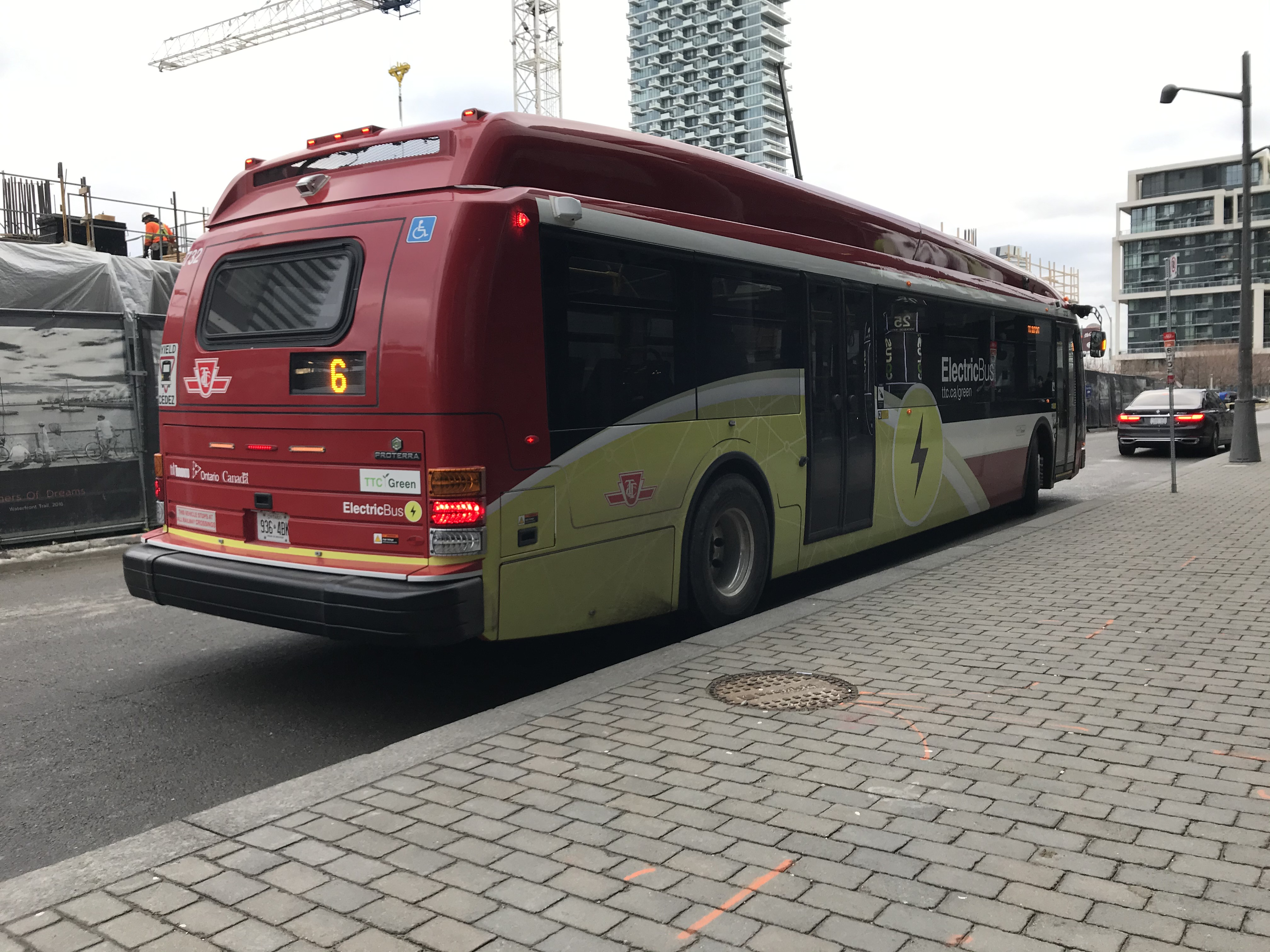
أصبحت الحافلات الكهربائية شائعة في بعض الأماكن. في الصورة مثال من تورنتو.

نظرًا لدورها في النقل العام، كانت حافلات المدينة أول نوع من الحافلات التي تستفيد من تكنولوجيا الإتاحة، استجابة للطلب على توفير الخدمات العامة على قدم المساواة. تخضع حافلات المدينة الآن أيضًا لمختلف قوانين التمييز على أساس الإعاقة في العديد من الولايات القضائية التي تملي ميزات التصميم المختلفة المطبقة أيضًا على المركبات الأخرى في بعض الحالات.
نظرًا للعدد الكبير من العمليات الحضرية رفيعة المستوى، فإن حافلات المدينة تتصدر طليعة كهربة الحافلات، مع تطوير الحافلات الكهربائية الهجينة والحافلات الكهربائية بالكامل وحافلات خلايا الوقود واختبارها بهدف تقليل استخدام الوقود والتحول إلى الكهرباء الخضراء وتقليل التدهور البيئي.
تشمل تطورات حافلة النقل نحو النقل بالحافلات ذات السعة العالية مركبات تشبه الترام مثل الحافلات المصحوبة بمرشدين، والحافلات الأطول ثنائية المفصلية والحافلات الشبيهة بالترام مثل رايت ستريت كار، غالبًا كجزء من مخططات النقل السريع بالحافلات. ويشهد تحصيل الأجرة أيضًا تحولًا إلى الدفع خارج الحافلة، حيث يقوم السائق أو المفتش بالتحقق من دفع الأجرة.

## خدمة حافلات الركاب

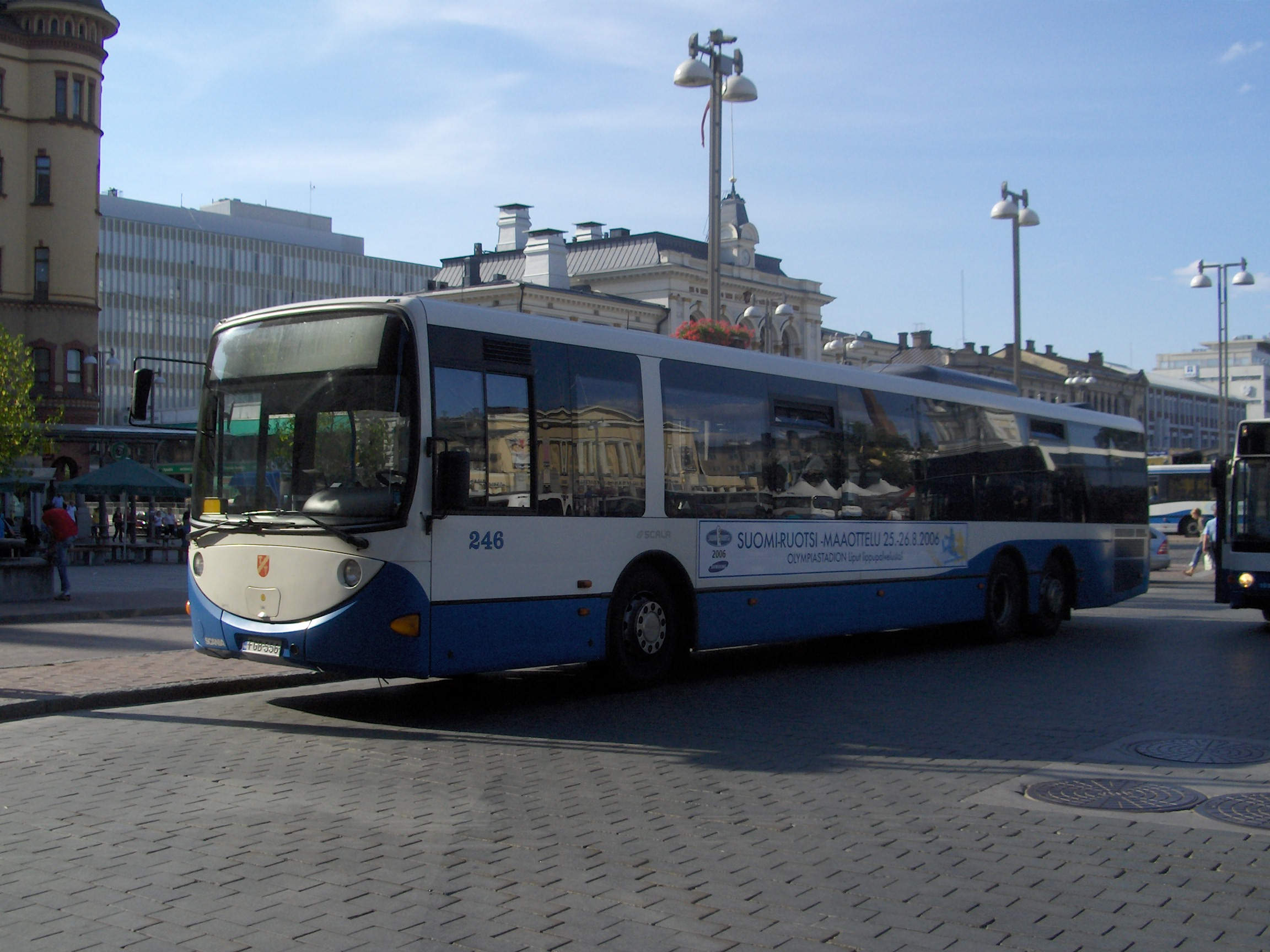
حافلة الشاسيه (Scania L94UB) في الساحة المركزية في تامبيري، فنلندا

خدمة حافلات الركاب أو الحافلات السريعة هي حافلة ذات طريق ثابت تتميز بالخدمة في الغالب في اتجاه واحد خلال فترات الذروة، والتوقف المحدود، واستخدام تذاكر الرحلات المتعددة والمسارات الممتدة، عادة بين منطقة الأعمال المركزية والضواحي النائية. قد تشمل خدمة حافلات الركاب أيضًا خدمة أخرى، تتميز بهيكل طريق محدود، وتوقفات محدودة، وعلاقة منسقة مع وسيلة نقل أخرى. قد يتابعون عن كثب مسار طريق الحافلات التقليدية ولكن لا يتوقفون عند كل محطة أو لا يقومون بالتحويلات مثل المناطق السكنية أو التجارية التي قد تسلكها الطرق التقليدية.